# Beechmont
Beechmont est une ville rurale et une localité de la Région de la Scenic Rim, Queensland, Australie.
Beechmont est situé sur une crête boisée menant du plateau de Lamington à la montagne Tamborine. Des vues exceptionnelles dans presque toutes les directions signifient que par temps clair, Cunninghams Gap et d'autres reliefs Scenic Rim sont visibles, ainsi que Flinders Peak, Moogerah Peaks et la chaîne D'Aguilar au nord-ouest de Brisbane. Lower Beechmont se trouve également sur la route Beechmont, mais légèrement plus bas sur la colline.
Les routes de la région sont étroites et venteuses, certaines sont sujettes à des chutes de pierres et d'autres avec des pentes très raides. La route menant à Binna Burra Lodge et l'accès au parc national de Lamington passe par Beechmont. Le § Rosins Lookout Conservation Park est un site de lancement populaire pour les deltaplane et les parapentes.